# Mistral (krater)
För andra betydelser, se Mistral.
Mistral är en nedslagskrater på planeten Merkurius, med en diameter på ungefär 102 kilometer.
1976 uppkallade den efter författaren Gabriela Mistral.